# Ambroise Sarr
Ambroise Sarr (Senegal; 14 de diciembre de 1950 – 4 de diciembre de 2024)fue un luchador olímpico senegalés.

## Carrera
Participó en cuatro ediciones de los Juegos Olímpicos, la primera de ellas fue en Montreal 1976 en la categoría de -90kg donde fue eliminado en la segunda ronda por Maurice Allan de Reino Unido luego de avanzar directamente de la primera ronda, luego perdió ante Terry Paice de Canadá en la tercera ronda
Su segunda aparición fue en Moscú 1980 pero en la categoría de -100kg donde venció en la primera ronda a Boucard Binelli de Camerún, en la segunda ronda perdió ante Antal Bodó de Hungría, en la tercera ronda perdió ante el eventual ganador de la medalla de plata Slavcho Chervenkov de Bulgaria.
Su tercera aparición fue en Los Ángeles 1984 en la categoría de -100kg donde hubo un cambio de formato, ya que hubo fase de grupos donde fue ubicado en el grupo B, donde perdió ante Tamon Honda de Japón y perdió ante el eventual campeón olímpico Lou Banach de Estados Unidos y no clasificó a la final al terminar en quinto lugar.
Su última aparición fue en Seúl 1988 pero en lucha grecorromana, donde fue ubicado en el grupo B donde perdió ante Ilia Georgiev de Bulgaria y perdió ante Gerhard Himmel de Alemania Federal para terminar en noveno lugar.